# 中国人民解放军第十军
中国人民解放军第十军，是中国人民解放军曾经的一个军。

## 沿革
1945年9月5日，八路军冀南军区由杜义德、孔庆德率领1团、11团、22团、23团、25团等5个团，共6500人组成的西进总队参加上党战役的孔（庆德）支队、雷（绍康）寇（庆延）支队、杜（义德）支队合编为冀南纵队，司令员陈再道、副司令员杜义德。1945年11月4日在邯郸东南成安县商城地区冀南纵队改编为晋冀鲁豫军区第二纵队，共1.4万余人：
- 司令员陈再道
- 政治委员宋任穷
- 副司令员兼参谋长范朝利
- 政治部主任钟汉华
- 第4旅：旅长孔庆德，政委刘明辉，副旅长赵鹤亭，副政委崔子明，参谋长赵晓舟，政治部主任姚克佑。下辖：10团（原1团）、11团（原31团）、12团（原23团）及旅直属队，共5000余人。
- 第5旅：旅长雷绍康，政委寇庆延，副旅长牟海秀，副政委汪洪清，参谋长陈中民。下辖：13团（原22团）、14团（原27团）、15团（原11团）及旅直属队，共4480余人。
- 第6旅：旅长王天祥，政委刘华清，副旅长周发田，副政委彭学桂，参谋长王明坤，政治部主任曹中南。下辖：16团（原19团）、17团（原25团）、18团（原28团）及旅直属队，共4250余人。
- 独立团：后来编入六旅
- 炮兵营

1946年7月，第二纵队与冀南军区合并。司令员陈再道，政治委员王从吾，副司令员范朝利、王光华，副政治委员刘志坚、马国瑞（后钟汉华），参谋长王蕴瑞，政治部主任钟汉华。1947年6月8日二纵、冀南军区分开，全纵队人数31000人。
1947年10月，第5旅改归鄂豫军区建制。
1948年5月9日，晋冀鲁豫野战军第二纵队改称中原野战军第二纵队。
- 司令员陈再道
- 政治委员王维纲
- 副司令员范朝利
- 副政治委员锺汉华
- 参谋长王蕴瑞
- 政治部主任许梦侠
- 第4旅
- 第6旅

1949年2月，中原野战军第二纵队在安徽省太和、临泉地区整编为中国人民解放军第十军，隶属于第二野战军第三兵团，共1.9万余人：
- 军长杜义德（兵团副司令员）
- 政治委员王维纲
- 副军长范朝利
- 参谋长高厚良
- 政治部主任许梦侠
- 第28师：师长陈中民，政治委员姚克佑。
- 第29师：师长周发田，政治委员于笑虹
- 第30师：1949年6月以皖北独立师为基础组建。师长马忠全，代政治委员鲁大东（军政治部副主任兼）。

### 第28师
1940年5月，筑先抗日游击纵队和八路军第一二九师先遣纵队合编为八路军第一二九师新八旅。6月6日部队集中于朝城西北王奉一带正式成立新八旅。
- 旅长张维翰
- 政委萧永智
- 副旅长王近山
- 政治部主任王幼平
- 参谋长王波(后周光策)
- 第二十二团：原筑先纵队五个营和先遣纵队第一团合编。团长田厚义，政委史钦琛(牺牲后于笑虹继任)，副团长徐国富（徐国夫），参谋长赵小舟，主任于笑虹(后吴新之)
- 第二十三团：筑先纵队独立团和先遣纵队第二团合并。团长郝国藩(转任馆陶县长后，陈中民继任)，政委李大清，副团长罗崇福、陈中民，主任刘昌，参谋长罗林
- 第二十四团：筑纵七团和先纵三团合编。团长徐宝珊，政委蒋鸿钧，副团长万德坤，主任訾修林，参谋长赵仁山

1942年新八旅和冀南三分区合并。
1945年11月编为晋冀鲁豫野战军第二纵队第四旅。1949年2月编为中国人民解放军第十军步兵第二十八师。